# Muzeum Gazownictwa w Leicesterze
Muzeum Gazownictwa (ang. The Gas Museum Leicester) - muzeum gazownictwa w mieście Leicester w Wielkiej Brytanii. Muzeum otwarte od 29 kwietnia 1977 r. Muzeum znajduje się w zabytkowym budynku z 1878 r. przy ul. Aylestone Road. Na wieży budynku znajdują się cztery zegary usytuowane na każdej ścianie.
Na dwóch piętrach znajduje się ponad 4000 eksponatów. Można zobaczyć m.in.: rachunki historii zużycie gazu w Wielkiej Brytanii, przykłady technologii gazowniczej, urządzenia gazownicze, żelazka gazowe, pralki jak również radio gazowe

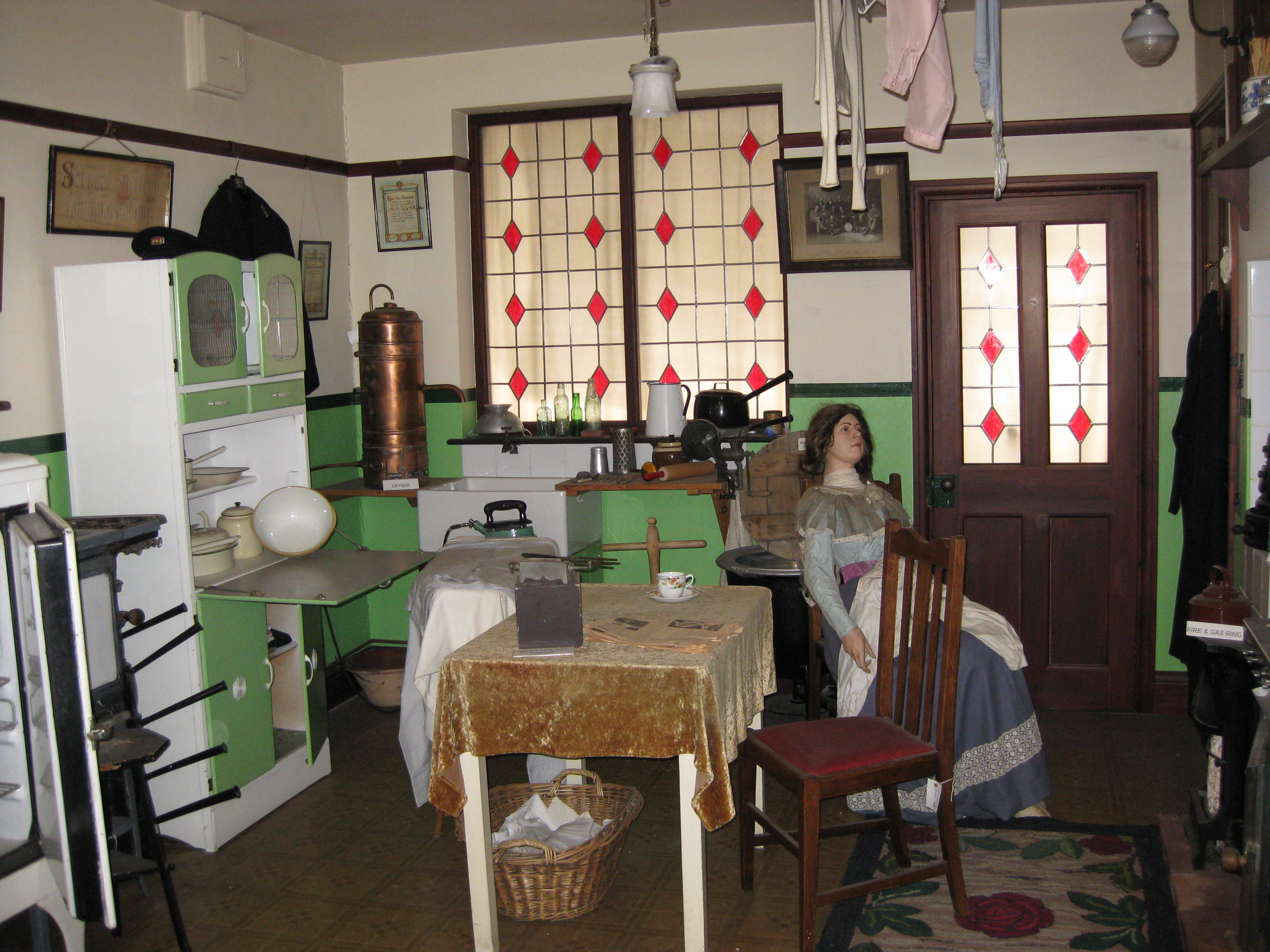
Kuchnia z 1920 r. z urządzeniami gazowymi
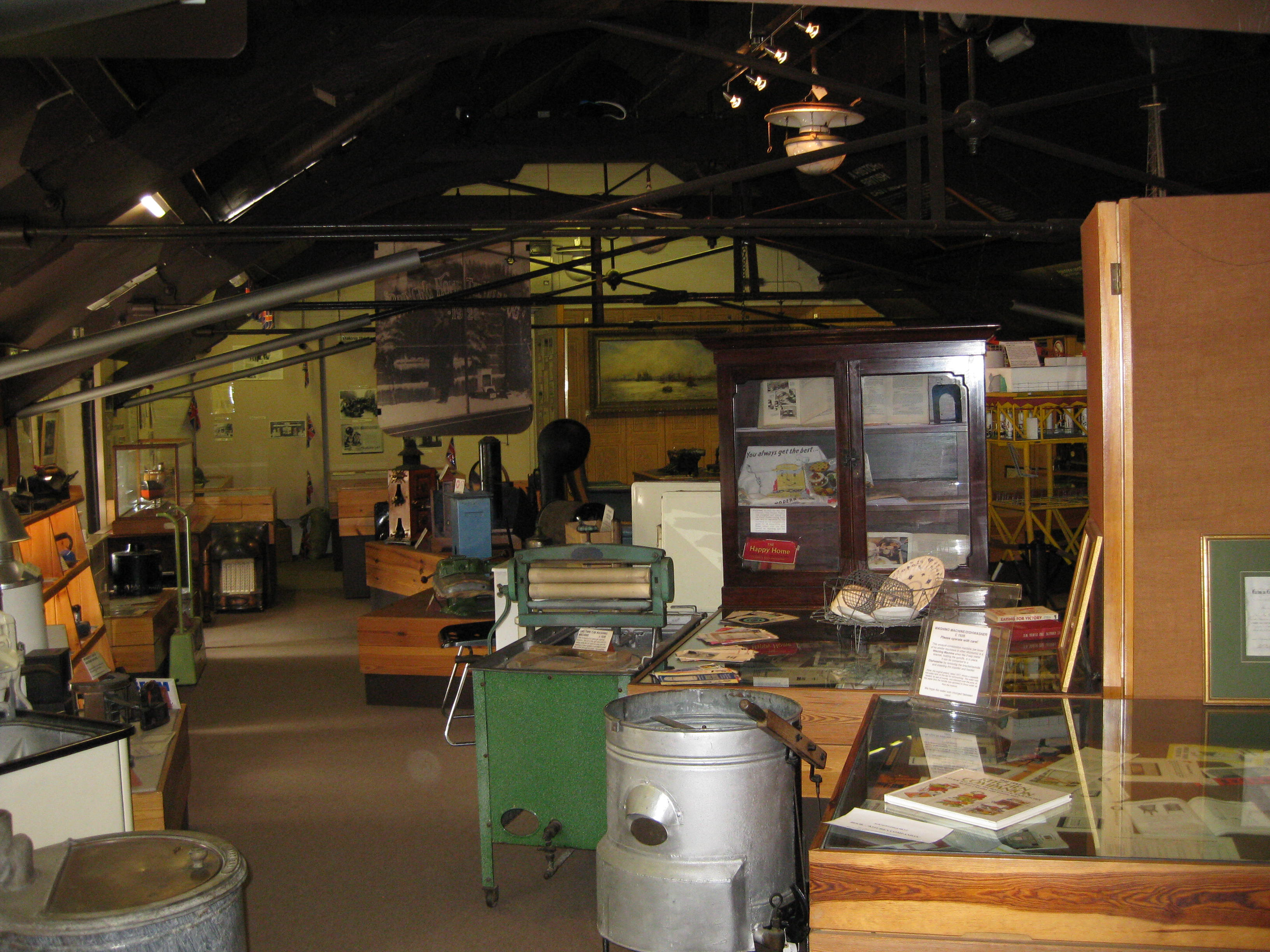
Artykuły gospodarstwa domowego
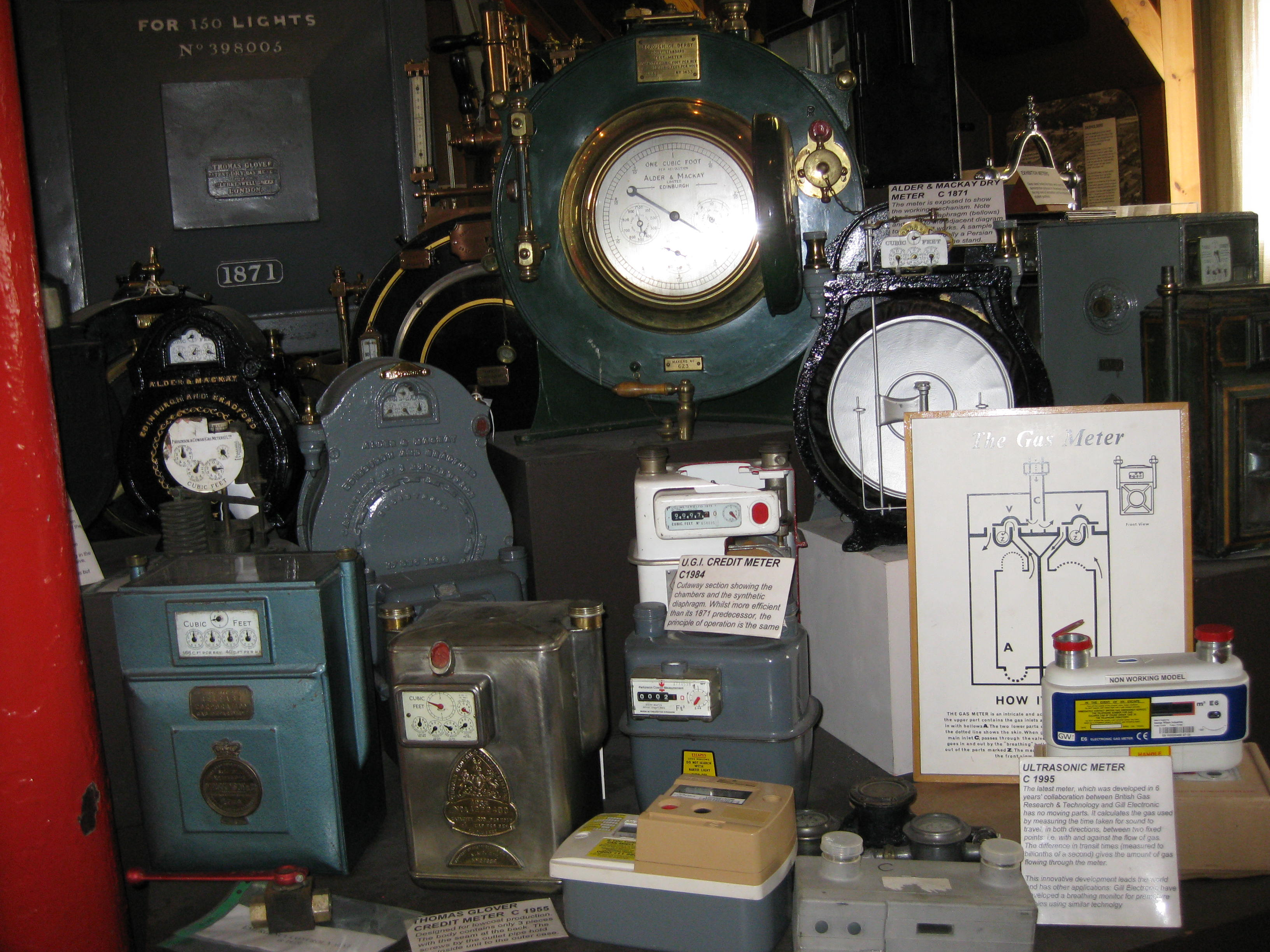
Liczniki gazu
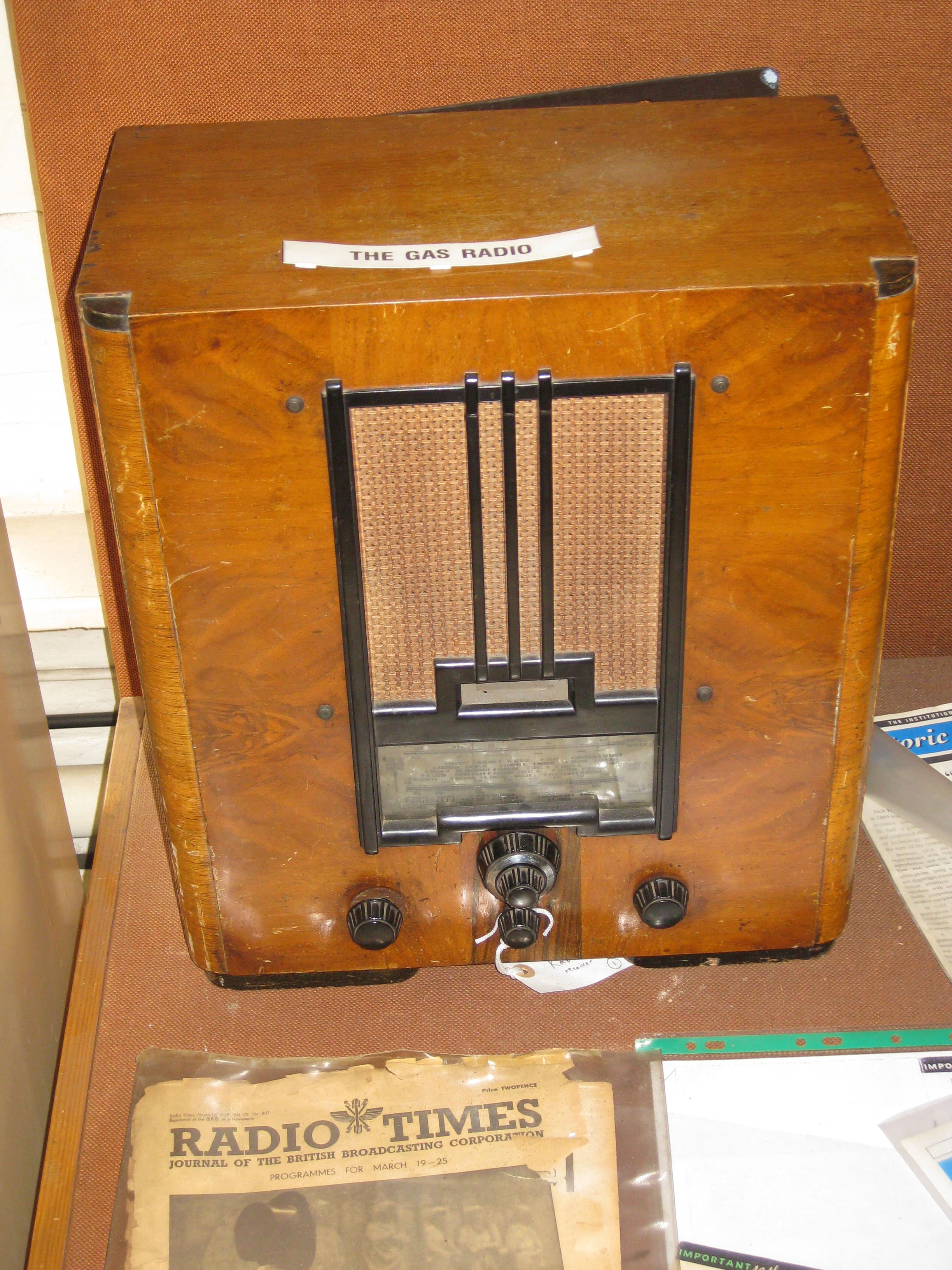
Radio gazowe
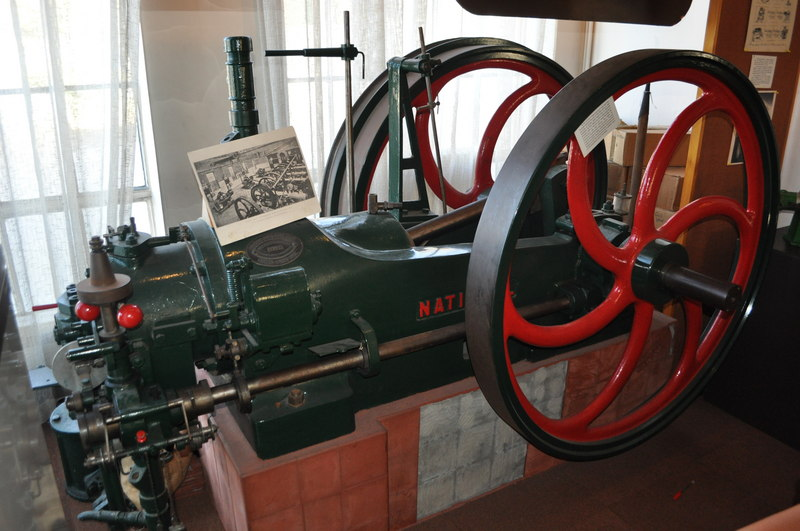
Silnik gazowy
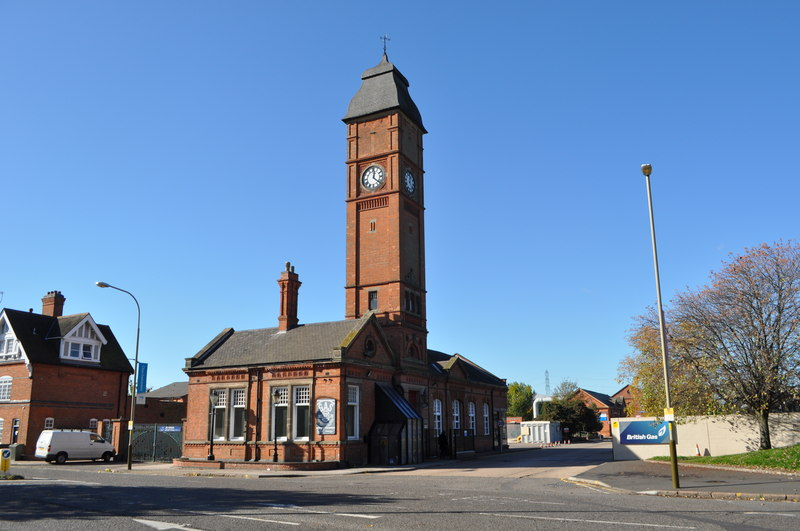
Budynek muzeum